# Шато-Вердён
Шато́-Вердён (фр. Château-Verdun) — коммуна во Франции, находится в регионе Юг — Пиренеи. Департамент коммуны — Арьеж. Входит в состав кантона Ле-Кабан. Округ коммуны — Фуа.
Код INSEE коммуны — 09096.

## Население
Население коммуны на 2008 год составляло 54 человека.
| 1962 | 1968 | 1975 | 1982 | 1990 | 1999 | 2008 |
| ---- | ---- | ---- | ---- | ---- | ---- | ---- |
| 56   | 63   | 46   | 44   | 39   | 39   | 54   |

## Экономика
В 2007 году среди 30 человек в трудоспособном возрасте (15—64 лет) 20 были экономически активными, 10 — неактивными (показатель активности — 66,7 %, в 1999 году было 42,9 %). Из 20 активных работали 17 человек (10 мужчин и 7 женщин), безработных было 3 (1 мужчина и 2 женщины). Среди 10 неактивных 2 человека были учениками или студентами, 5 — пенсионерами, 3 были неактивными по другим причинам.

## Достопримечательности
- Замок Шато-Вердён-э-де-Гюдан
- Замок (XII век)
- Замок (XVIII век)
- Часовня (XIX век)